# Platybrissus
Platybrissus is een geslacht van zee-egels uit de familie Eurypatagidae.

## Soorten
- Platybrissus ellipticus (Bolau, 1874)
- Platybrissus parvus H.L. Clark, 1945 †
- Platybrissus roemeri Grube, 1865